# Unger Ilona
Unger Ilona, írói álnevén Alba Nevis (Eresztevénypuszta, 1886 – ?) költő, író.

## Élete
Édesapja halála után Budapestre került, ahol több napi- és hetilapban (leggyakrabban az Új Idők-ben) jelentek meg erotikus hangú költeményei és realizmusra törekedő novellái. Az 1920-as években az Amerikai Egyesült Államokba költözött, New Yorkban telepedett le és iparművészettel foglalkozott. Zsidó származása miatt 1944-ben köteteit kivonták a kereskedelmi és könyvtári forgalomból.

## Művei
Önállóan megjelent munkái: 
- A hét csuda. Költemények; Légrády Ny., Bp., 1905
- Bolti lányok (elbeszélések, Budapest, 1908)
- Érzések, szenvedélyek; Mozgó könyvtár Vállalat, Bp., 1909 (Mozgó könyvtár)
- Nász előtt (költemények, Budapest, 1910)
- Egy szerelmes lány könyvéből. Alba Nevis új versei; Athenaeum, Bp., 1911 (Modern könyvtár)
- Ádámok, Évák. Elbeszélések; Légrády, Bp., 1912
- Bíbor (költemények, Budapest, 1916)
- Napországban. Ifjúsági színjáték; Magyar Írók Társasága, Bp., 1918 (Ifjúsági színjátékok)
- Konfetti (novellák, Budapest, 1918)
- Összegyűjtött költeményei (Budapest, 1920)
- Harminc pompás mese (gyermekmesék, Budapest, 1924)